# Катий (етаж)
| Период  | Серия          | Етаж       | млн. год.   |
| ------- | -------------- | ---------- | ----------- |
| Силур   | Ландъврий      | Руданий    | младши      |
| Ордовик | Горен ордовик  | Хирнантий  | 445,2–443,4 |
| Ордовик | Горен ордовик  | Катий      | 453–445,2   |
| Ордовик | Горен ордовик  | Сандбий    | 458,4–453   |
| Ордовик | Среден ордовик | Дариуилий  | 467,3–458,4 |
| Ордовик | Среден ордовик | Дапингий   | 470–467,3   |
| Ордовик | Долен ордовик  | Флоий      | 477,7–470   |
| Ордовик | Долен ордовик  | Тремадокий | 485,4–477,7 |
| Камбрий | Фуронгий       | Пейбий     | старши      |

Катий  е вторият етаж на горен ордовик. Предхожда се от сандбий и е последван от етажа хирнантий. Катий започва преди 453 ± 0.7 милиона години и продължава около 7,8 милиона години до началото на хирнантий преди 445,2 ± 1,4 милиона години.
Етажът е кръстен на езерото Кати в Оклахома, САЩ.
GSSP на етажа катий е разчленението Блак Ноб Ридж в югоизточната част на Оклахома (САЩ). Оголването е от шисти и кварцoподобен кремък, последният, съдържащ долната граница на катий. Долната граница се определя като първата появата на граптолита Diplacanthograptus caudatus. Този хоризонт е 4 m над основата ot кварцoподобен на кремък.